# 더 조이 포미더블
더 조이 포미더블(The Joy Formidable)은 웨일스의 록 밴드이다.